# سوق اثنین (استان بجایه)
سوق اثنین (استان بجایه) (به عربی: سوق الإثنين) یک شهرداری در الجزایر است که در استان بجایه واقع شده‌است.